# 慕容兆
慕容 兆（ぼよう ちょう、生没年不詳）は、吐谷渾の首長。

## 生涯
慕容曦光と太原郡夫人武氏のあいだの子として生まれた。唐の右金吾衛・沁州安楽府果毅都尉となった。738年、慕容曦光が死去すると、慕容兆が後を嗣いだ。739年に叔父の慕容曦輪が烏地野抜勤豆可汗・安楽州都督となっており、この年に慕容兆は死去したとみなす見解も存在する。なお両唐書の慕容兆の条はそれ以後の記述の記述がみられる。吐谷渾の安置されていた安楽州が吐蕃に奪われ、吐谷渾の部衆は東遷して朔方郡と河東郡の境に散在した。これは至徳年間後のこととされる。

## 参考資料
- 『旧唐書』西戎伝
- 『新唐書』西域伝上
- 大唐故武氏墓誌之銘（慕容曦光妻太原郡夫人武氏墓誌）
- 唐故中郎将開国伯慕容府君墓誌銘并序（慕容曦輪墓誌）